# Ambla jõgi
Ambla jõgi är ett vattendrag i Estland.   Det ligger i landskapet Järvamaa, i den centrala delen av landet, 60 km sydost om huvudstaden Tallinn.